# Szumsk (gmina w guberni suwalskiej)
Szumsk – dawna gmina wiejska istniejąca na przełomie XIX i XX wieku w guberni suwalskiej. Siedzibą władz gminy był Szumsk (lit. Šunskai), a następnie Makały.
Za Królestwa Polskiego gmina Szumsk należała do powiatu mariampolskiego w guberni suwalskiej (od 1867).
Po odzyskaniu niepodległości przez Polskę i Litwę powiat mariampolski na podstawie umowy suwalskiej wszedł 10 października 1920 w skład Litwy.